# Alice White

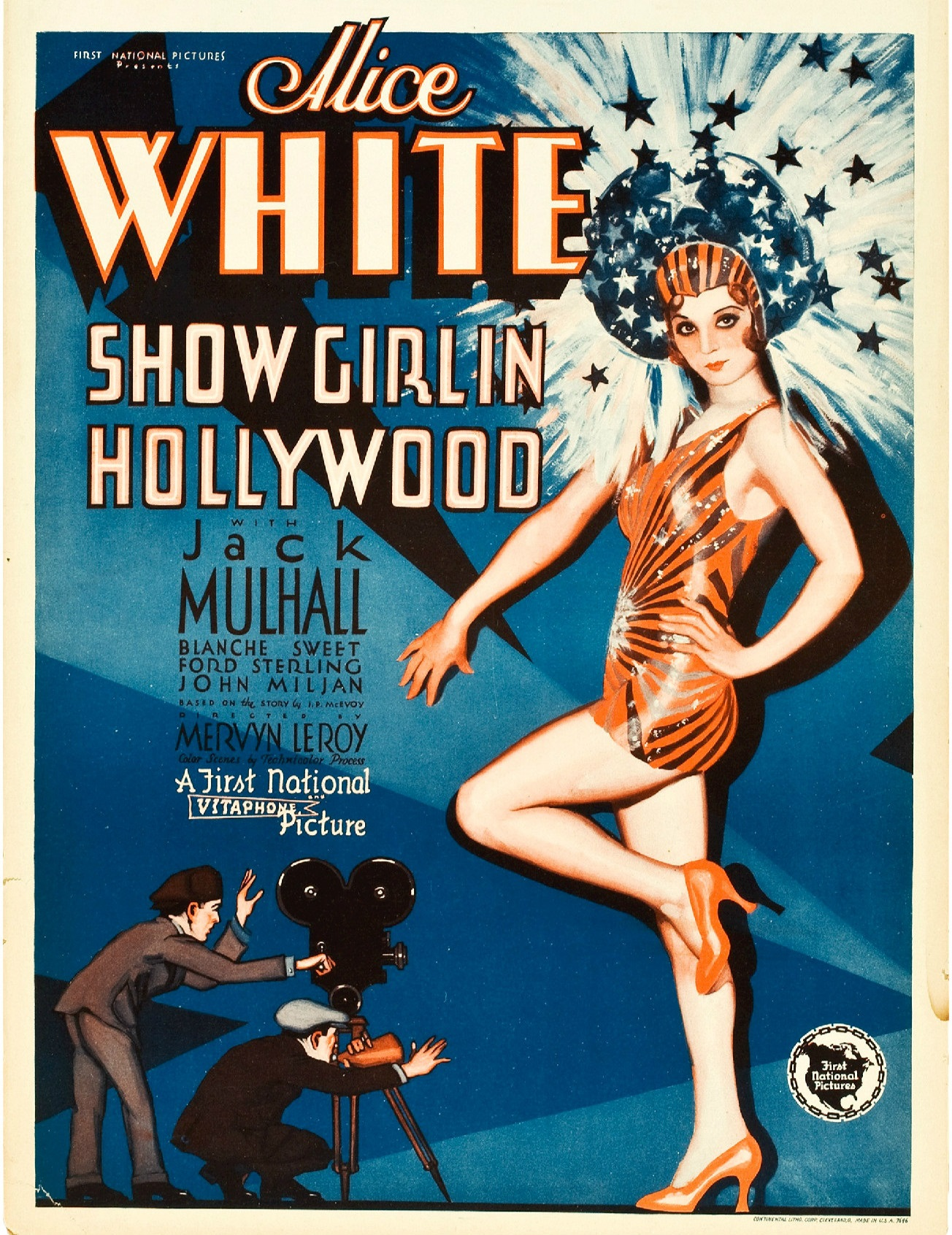
Poster voor de film Showgirl in Hollywood (1930)

Alice White, geboren als Alva White (Paterson (New Jersey), 24 augustus 1904 - Los Angeles, 19 februari 1983) was een Amerikaans actrice. Ze heeft een ster op de Hollywood Walk of Fame.
White groeide op in Los Angeles, waar ze samen met Mary Brian de Hollywood High School bezocht. Hierna werd ze de secretaresse en "scriptmeisje" van regisseur Joseph Von Sternberg. Nadat ze ruzie met hem kreeg, verliet ze zijn maatschappij om voor Charlie Chaplin te werken, die uiteindelijk besloot haar voor de camera te zetten.
Vanwege haar opmerkelijke persoonlijkheid, werd White dikwijls vergeleken met actrice Clara Bow. Toch kwam haar carrière niet snel op gang. Nadat ze succesvol rollen van flappers en geldgierige vrouwen speelde, wist ze de aandacht van regisseur Mervyn Leroy te lokken, die potentie in de actrice zag.
Na de opkomst van de geluidsfilm werd White een stuk populairder dan haar periode in de stomme film. Haar carrière werd echter beschadigd door een schandaal. Ze had namelijk een seksuele relatie met haar vriendje Jack Warburton en haar toekomstige echtgenoot Sidney Bartlett. Ze kreeg hierna alleen nog maar bijrollen in films, niemand wilde haar meer op de voorgrond plaatsen. Haar laatste film werd Flamingo Road (1949).
White stierf in 1983 aan een beroerte.